# Maxence Langlois-Berthelot
Maxence Langlois-Berthelot (n. 22 mai 1972, Paris, Franța) este un înalt funcționar public și administrator cultural francez. A fost administrator general al Muzeului Luvru (2018–2021), raportor general al États généraux de l'information (2023–2024) și, din martie 2025, consilier pentru cultură și audiovizual în cabinetul prim-ministrului François Bayrou.

## Biografie

### Tinerețe și educație
S-a născut la 22 mai 1972 la Paris. A urmat École normale supérieure (Ulm), Sciences Po Paris și École nationale d’administration (ENA).

### Inspectoratul General al Finanțelor
După ENA, s-a alăturat IGF. În ianuarie 2007 a co-semnat raportul Rapport sur la valorisation de la recherche, împreună cu Emmanuel Macron și Pierre-Alain de Malleray, despre valorificarea cercetării în Franța.

### ALIPH
În 2016 a fost director executiv interimar al Alianței Internaționale pentru Protecția Patrimoniului în Zone de Conflict (ALIPH).

### Administrator general al Luvrului (2018–2021)
La 12 iulie 2018 a fost numit administrator general al Muzeului Luvru. În martie 2020, în contextul pandemiei de COVID-19, Luvrul a fost închis temporar după votul angajaților; subiectul a fost pe larg acoperit de presa internațională și românească. Acoperire în presa românească: AGERPRES și HotNews au relatat închiderea și redeschiderea Luvrului.

### États généraux de l'information (2023–2024)
În octombrie 2023 a fost numit raportor general al États généraux de l'information (EGI), proces de consultare națională pe tema reformei media în Franța. Raportul final a fost publicat în septembrie 2024.

### Consilier la prim-ministru (2025–prezent)
De la 6 martie 2025 este consilier pentru cultură și audiovizual și șef al unității „Cultură și media” la cabinetul prim-ministrului François Bayrou.